# Albizia coripatensis
Albizia coripatensis là một loài thực vật có hoa trong họ Đậu. Loài này được (Rusby) Schery miêu tả khoa học đầu tiên.